# Otto-Hermann Brücker
Pour les articles homonymes, voir Brucker.
Otto-Hermann Adolf Brücker (17 octobre 1899 à Berlin – 12 décembre 1964 à Weinheim) est un Generalleutnant allemand qui a servi dans la Heer au sein de la Wehrmacht pendant la Seconde Guerre mondiale.
Il a été récipiendaire de la croix de chevalier de la croix de fer. Cette décoration est attribuée pour récompenser un acte d'une extrême bravoure sur le champ de bataille ou un commandement militaire avec succès.

## Biographie
Otto Hermann devient cadet dans l'armée impériale le 1er mars 1918. Il se déplace avec le 20e Bataillon du Génie en Lorraine, en été 1918, avant la fin de la Première Guerre mondiale.
Après la guerre, il rejoint les corps-francs de l'armée impériale. Au printemps de 1920, il fait partie du 6e Régiment d'Infanterie de la Reichswehr. Le 1er avril 1922 promu au grade de lieutenant. Au printemps de 1924, il rejoint le 5e Régiment d'Infanterie à Rostock. À partir du 1er octobre 1926, il rejoint le 5e Régiment d'infanterie à Szczecin. À l'automne de 1928, il devient professeur durant quatre ans à l'école d'infanterie à Dresde. Le 1er octobre 1932, il rejoint la 3e Division de l'armée à Berlin.
Le 1er avril 1934 il est promu au grade de capitaine. Au cours de l'extension de la Reichswehr dans la Wehrmacht, le 15 octobre 1935, il rejoint l'Administration centrale de la 9e Division d'infanterie. Le 12 octobre 1937, il est affecté comme commandant de compagnie au 5e régiment d'infanterie. Le 1er août 1938, il est promu au grade de major. Mi-Septembre 1938, il rejoint la Direction générale de IIe Corps d'Armée à Stettin.
À ce titre, il participe à la campagne de Pologne, il est décoré de la croix de fer 2e classe. Durant la campagne occidentale, il devient le 1er Officier d'état major général du XXIVe Corps d'armée. Il reçoit la croix de fer, 1re classe. Le 20 octobre 1940, il est promu au grade de lieutenant-colonel. Au début de l'été 1941, il participe à la campagne de Russie dans le XXIV Corps d'Armée motorisé. Il a également été blessé.
Fin avril 1942, il est transféré dans la 7e armée sur la côte atlantique. En mi-mai 1942, il est promu colonel. À la mi-Décembre 1942, il rejoint l'armée de réserve. Le 2 janvier 1943, il devient colonel dans le 419e Régiment de Grenadiers. En février 1944, il devient commandant adjoint de la 17e Division d'infanterie. Au début de mai 1944, il a été brièvement chef de file de la 9e Division d'infanterie et est nommé commandant de régiment d'infanterie. En juin 1944, il rejoint la 76e Division d'infanterie. En juillet 1944, il commande la 552e Division d'infanterie. En juillet 1944, la division change de nom, et devient le chef de file de la 6e Division d'infanterie.
Le 20 octobre 1944, il est promu général de division. Il commande la 6e Division de grenadiers, qui est anéantie en mars 1945 vers Lubań. Le 14 avril 1945, il reçoit la croix de chevalier de la croix de fer.
Le 20 avril 1945, il est promu au grade de général de corps d'armée, et en tant que tel, le 8 mai 1945 il est fait prisonnier par l'armée rouge. Il restera en captivité jusqu'au 8 octobre 1955.

## Promotions
| Fahnenjunker               | 1er mars 1918     |
| Fahnenjunker-Gefreiter     | 9 mai 1919        |
| Fahnenjunker-Unteroffizier | 23 juin 1919      |
| Fähnrich                   | 1er janvier 1921  |
| Oberfähnrich               | 1er novembre 1921 |
| Leutnant                   | 1er mai 1922      |
| Oberleutnant               | 31 janvier 1927   |
| Hauptmann                  | 1er avril 1934    |
| Major                      | 31 juillet 1938   |
| Oberstleutnant             | 20 octobre 1940   |
| Oberst                     | 15 mai 1942       |
| Generalmajor               | 20 octobre 1944   |
| Generalleutnant            | 17 avril 1945     |

## Décorations
- Croix d'honneur pour combattants 1914-1918 (29 décembre 1934)
- Médaille de service de la Wehrmacht 3e Classe
- Croix de fer (1939)
  - 2e classe (21 septembre 1939)
  - 1re classe (1er juillet 1940)
- Insigne des blessés (1939)
  - en noir (7 août 1941)
- Médaille du Front de l'Est (11 août 1942)
- Insigne de combat d'infanterie (1er décembre 1941)
- Croix de chevalier de la croix de fer
  - Croix de chevalier le  14 avril 1945 en tant que Generalmajor et commandant de la 6. Volksgrenadier-Division[1]
- Mentionné dans le bulletin radiophonique Wehrmachtbericht (30 mars 1944)